# Gouvernement Godmanis II
 (septembre 2023).
Si vous disposez d'ouvrages ou d'articles de référence ou si vous connaissez des sites web de qualité traitant du thème abordé ici, merci de compléter l'article en donnant les références utiles à sa vérifiabilité et en les liant à la section « Notes et références ».
République de Lettonie
Kalvītis II Dombrovskis I
Le gouvernement Godmanis II (Godmaņa Ministru kabinets, en letton) est le gouvernement de la République de Lettonie entre le 20 décembre 2007 et le 20 février 2009, durant la neuvième législature de la Diète.

## Coalition et historique
Dirigé par le nouveau Premier ministre libéral Ivars Godmanis, précédemment ministre de l'Intérieur, il est soutenu par une coalition entre le Parti populaire (TP), l'Union des verts et des paysans (ZZS), le Premier Parti de Lettonie/Voie lettonne (LPP/LC) et Pour la patrie et la liberté (TB/LNNK), qui disposent ensemble de 59 députés sur 100 à la Diète.
Il a été formé à la suite de la démission d'Aigars Kalvītis, contraint par sa volonté de démettre le directeur du bureau anti-corruption (KNAB) après la mise en cause de sa campagne en 2006, et succède au gouvernement Kalvītis II, soutenu par une alliance identique.

## Composition

### Initiale (20 décembre 2007)
| Fonction                                                                           | Titulaire | Titulaire                                                       | Parti   |
| ---------------------------------------------------------------------------------- | --------- | --------------------------------------------------------------- | ------- |
| Premier ministre                                                                   |           | Ivars Godmanis                                                  | LPP/LC  |
| Ministre de la Défense                                                             |           | Vinets Veldre                                                   | TP      |
| Ministre des Affaires étrangères                                                   |           | Māris Riekstiņš                                                 | TP      |
| Ministre de l'Enfance, de la Famille et de l'Intégration de la société             |           | Ainars Baštiks                                                  | LPP/LC  |
| Ministre des Affaires économiques                                                  |           | Kaspars Gerhards                                                | TB/LNNK |
| Ministre des Finances                                                              |           | Atis Slakteris                                                  | TP      |
| Ministre de l'Intérieur                                                            |           | Mareks Segliņš                                                  | TP      |
| Ministre de l'Éducation et de la Science                                           |           | Tatjana Koķe                                                    | ZZS     |
| Ministre de la Culture                                                             |           | Helena Demakova (jusqu'au 14/01/2009) Intérim de Edgars Zalāns  | TP      |
| Ministre du Bien-être social                                                       |           | Iveta Purne                                                     | ZZS     |
| Ministre du Développement régional et des Affaires locales                         |           | Edgars Zalāns                                                   | TP      |
| Ministre des Transports                                                            |           | Ainārs Šlesers                                                  | LPP/LC  |
| Ministre de la Justice                                                             |           | Gaidis Bērziņš                                                  | TB/LNNK |
| Ministre de la Santé                                                               |           | Ivars Eglītis                                                   | TP      |
| Ministre de l'Environnement                                                        |           | Raimonds Vējonis                                                | ZZS     |
| Ministre de l'Agriculture                                                          |           | Jānis Dūklavs (jusqu'au 04/02/2009) Intérim de Raimonds Vējonis | ZZS     |
| Ministre sans portefeuille Chargé de la Société de l'information                   |           | Ina Gudele (jusqu'au 15/05/2008) Signe Bāliņa                   | ZZS     |
| Ministre sans portefeuille Chargé de l'Intégration de la société                   |           | Oskars Kastēns (jusqu'au 31/12/2008)                            | LPP/LC  |
| Ministre sans portefeuille Chargé de l'Utilisation des fonds de l'Union européenne |           | Normunds Broks (jusqu'au 31/12/2008)                            | TB/LNNK |